# Вишні Ремети
Вишні Ремети (словац. Vyšné Remety) — село в Словаччині, у районі Собранці Кошицького краю. Розташоване на висоті 210 м над рівнем моря. Населення — 420 осіб. Вперше згадане 1418 року. В селі є бібліотека та футбольне поле.

## Географія
Вище села розташоване озеро Морське Око. Протікає Реметський потік.

## Історія
У документі від 1437 року вказується, що в тодішніх Вишніх Реметах нараховувалося 37 господарств, 1599 — нараховано 26. У переписі 1715 року вказується 13 господарств та наявність водного млина, віряни зазначені як греко-католики. 1828 року в селі було 47 господарств, у яких проживало 258 людей. 1869-го населення становило 390 людей, 1900 року — 505.

## Населення
| Рік:            | 1994. | 2004.   | 2014.   | 2024.   |
| --------------- | ----- | ------- | ------- | ------- |
| Кількість осіб: | 435   | 420     | 413     | 387     |
| Різниця:        |       | -3,44 % | -1,66 % | -6,29 % |

| Рік:            | 2023. | 2024.   |
| --------------- | ----- | ------- |
| Кількість осіб: | 388   | 387     |
| Різниця:        |       | -0,25 % |

## Пам'ятки
У селі є греко-католицька церква святого Архангела Михаїла з 1856 року в стилі пізнього класицизму, з 1988 року національна культурна пам'ятка.